# Edgar David Coolidge
Edgar David Coolidge (* 15. Juli 1881 bei  Galesburg (Illinois); † 12. August 1967) war ein US-amerikanischer Zahnmediziner.

## Leben
Coolidge wuchs auf einer Farm auf und besuchte ab 1901 das Knox College in Galesburg. Ab 1903 studierte er Zahnmedizin (Dental Surgery) am Chicago College of Dental Surgery mit dem Abschluss Doctor of Dental Surgery (DDS) 1906. Danach blieb er dort bis 1913 als Instructor bevor er Professor und Leiter der Abteilung Materia Medica and Therapeutics am College of Dentistry der University of Illinois wurde. 1927 bis 1948 war er Professor für Therapeutika, präventive Zahnmedizin und Mundhygiene am Chicago College of Dental Surgery (ab 1923 College of Dentistry) der Loyola University Chicago. Außerdem hatte er eine Zahnarztpraxis in Chicago. 1951 verlegte er seine Praxis nach Evanston (Illinois) und ging 1958 als Zahnarzt in den Ruhestand.
Auch als praktizierender Arzt studierte er weiter: 1925 erhielt er einen Bachelor-Abschluss des Lewis Institute und 1930 einen Master-Abschluss der Northwestern University. 1922 war er Präsident der Chicago Dental Society und Mitglied des Institute of Medicine in Chicago.

## Wirken
Er befasste sich vor allem mit Endodontie und der Wurzelhaut (Parodontium, Parodontologie). Er begründete das American Board of Endodontics, erhielt dessen erstes Diplom 1957 (von ihm selbst unterschrieben), war einer der Gründer der American Association of Endodontists (AAE) und erhielt nach deren Anerkennung als Spezialdisziplin der Zahnmedizin 1964 deren erstes Diplom. Er war Fellow und Präsident (1947) der American Academy of Periodontology, Mitglied der American Association for the Advancement of Science und der Deutschen Akademie der Naturforscher Leopoldina.

## Ehrungen
- Ehrendoktorate (L.L.D. und D. Sc.) der Loyola University.
- 1960 erhielt er den William John Gies Award des American College of Dentists.
- Die American Association of Endodontists vergibt den Edgar David Coolidge Award.[1]

## Veröffentlichungen
- Clinical Pathology and Treatment of Pulp and Periodontal Tissue, 2. Auflage 1946
- Endodontia, 1950
- Periodontia, 1951

## Schriften
- L. I. Grossman: Endodontics 1776–1976: a bicentennial history against the background of general dentistry. In: JADA. 93, Juli 1976, S. 78–87.
- E. D. Coolidge: Past and present concepts in endodontics. In: JADA. 61, Dez 1960, S. 676–688.
- L. I. Grossman: Pioneers in Endodontics. In: J Endod. 13, August 1987, S. 409–415.